# Sh2-88
沙普利斯2-88或Sh 2-88是一個區域，包括彌漫星雲Sh 2-88A和兩個緊湊的結Sh 1-88B1和Sh 2-88B2，所有這些都與狐狸座OB1有關。
Sh 2-88A是被O8型星BD +25°3952激發的HII型彌漫星雲，Sh 2-88中的中性氣體和電離氣體的質量都在150到410太陽質量之間，塵埃質量約為2到9太陽質量。該結構與由BD +25°3952和藍色O8.5II(f)恆星BD +25°3866的恆星風形成的HI星際氣泡相互作用。 總的來說，它的實際結構位於2,400秒差距之外，半徑為23 × 15秒差距。 它的動力學年齡為150萬年，質量為1,300太陽質量。它的均方根電子密度為9 cm−3。所有獨立的恆星形成區域的直徑都是1弧分。

## 附近的天體
沙普利斯2-88是這個星雲中第一個形成恆星形成區的部分。它的恆星形成首先始於這個巨大的彌漫星雲，然後擴散到星雲中的其它恆星形成區域。它擴展到緊湊型的沙普利斯2-88B1，然後擴展到超緊湊型的沙普利斯2-88B2。
沙普利斯2-88B1是一個被O8.5-9.5 V恆星電離的電離氫區（HII區域），並且是緊湊的。它還與附近的一個包含數顆大質量恆星的星團有關。
沙普利斯2-88B2是一個HII區域，被一顆比B0.5 V更暗的恆星電離，並且是超緊湊的。